# Cathédrale de Göteborg
La cathédrale de Göteborg ou cathédrale Gustavi (Göteborgs domkyrka ou Gustavi domkyrka) est un temple de l'Église de Suède (Église évangélique luthérienne). C'est l'église principale du diocèse de Göteborg.

## Histoire

### Origines
Avant l'inauguration de la première cathédrale en 1633, une église temporaire connue sous le nom d'église à douves de Göteborg (Brädekyrkan en suédois) s'est dressée sur le site pendant une douzaine d'années. Il s'agit de l'un des premiers bâtiments de la ville et de la première église de l'actuelle ville de Göteborg, qui est la troisième ville fondée à l'embouchure de la rivière Göta et la deuxième à porter ce nom,.

### Première cathédrale
Le presbytère est achevé en 1624 et la construction d'une nouvelle église sur le site de l'église à douves est annoncée en 1627. Pour financer les travaux, le roi Gustave Adolphe créa une taxe: il s'agissait initialement de prélever un tonneau (un peu plus de 125 litres) de blé, d'avoine, d'orge ou de seigle sur chaque propriété ecclésiastique de la province du Västergötland pendant une période de trois ans. Dans une lettre adressée au conseil municipal de Göteborg (13 décembre 1629), la taxe est prolongée de trois ans. De 1625 à 1634, les coûts de construction s'élèvent à 8 387 riksdaler suédois.
La construction est dirigée par le maître maçon Lars Nilsson. La première pierre est posée par le juge Nils Börjesson Drakenberg le 19 juin 1626,, et en 1633 le nouveau bâtiment principal est achevé. En 1633, l'église à douves a été démolie, mais sa tour est restée en service comme tour de garde. Pendant la période de construction et quelque temps après, l'église est appelée stora kyrkan (la grande église), nom utilisé dans les registres comptables. Elle reste debout pendant encore neuf ans, jusqu'à ce qu'une nouvelle tour la remplace en janvier 1643,.

## Cathédrale actuelle
La cathédrale actuelle est construite au même emplacement que l'église d'origine qui est consacrée en 1633. Elle reçoit le nom du roi Gustave II Adolphe de Suède qui fonde la ville en 1621. En 1665, l'évêché de Göteborg est créé.
Plusieurs incendies brûlent les deux édifices précédents.
Le troisième bâtiment est celui d'aujourd'hui. Il est dessiné par l'architecte Carl Willhelm Carlberg. La cathédrale est consacrée le 21 mai 1815. Les travaux de construction se terminent en 1827.
De style purement classique, l'intérieur est peint en blanc. On y trouve une chaire de style Empire de A.M. Fahlcrantz.
Le parc entourant la cathédrale était autrefois un cimetière. Le puits de la cathédrale est toujours visible dans la rue Västra Hammgatan.